# Dianthus stellaris
Dianthus stellaris là loài thực vật có hoa thuộc họ Cẩm chướng. Loài này được Camarda mô tả khoa học đầu tiên năm 2003.